# Il monaco nero
Il monaco nero (in russo  Чёрный монах ?, Čërnyj monaсh) è un racconto di Anton Čechov, pubblicato per la prima volta nel 1894.

## Trama
Andrej Vasil'evič Kovrin, un giovane professore universitario di Psicologia, è stanco e oberato dal lavoro; decide perciò di trascorrere qualche mese in campagna presso il suo ex tutore Egor Pesockij, un orticultore che vive con la figlia Tanja in una tenuta ricca di giardini e frutteti meravigliosi. Andrej è affascinato da una leggenda riguardante le apparizioni soprannaturali di un monaco nero, e finisce per vederlo. Andrej dapprima si preoccupa, sapendo che le allucinazioni sono segno di malattia mentale. Il monaco tuttavia gli parla, mette a tacere i suoi timori e lo convince di dover svolgere un compito importante per il progresso dell'umanità. Andrej si sente un eletto destinato a «servire la verità eterna, annoverarsi fra quelli che con migliaia d'anni d'anticipo avrebbero reso l'umanità degna del regno di Dio».
Andrej sposa Tanja e ritorna in città con la moglie. Costei si accorge però della malattia del marito e lo convince a farsi curare. Andrej guarisce, le allucinazioni sono scomparse, ma con esse è scomparsa anche la gioia di vivere, essendo Andrej convinto che senza il monaco nero come guida sarà destinato alla mediocrità («Come furono fortunati Buddha, Maometto e Shakespeare che i buoni parenti e i medici non li avessero curati dall'estasi o dall'ispirazione! (...) I dottori e i buoni parenti tanto faranno che alla fin fine l'umanità rimbecillirà, la mediocrità sarà considerata genio e la civiltà perirà»). Insofferente, Andrej si separa da Tanja e si unisce a Varvara Nikolaevna, una donna «che aveva due anni più di lui e lo accudiva come un bambino». Intanto Andrej si ammala di tubercolosi polmonare. Per giovare alla propria salute si reca in Crimea con Varvara. La malattia progredisce e nelle fasi finali appare nuovamente il monaco nero il quale rimprovera Andrej di non aver avuto fiducia nella sua missione di genio. «Quando Varvara Nikolaevna si svegliò e uscì da dietro il paravento, Kovrin era già morto, e sul suo volto si era fissato un sorriso di beatitudine».

## Critica

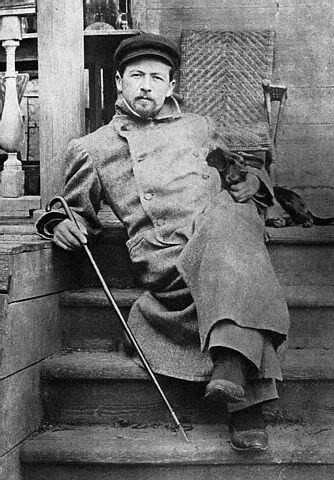
Anton Čechov a Melichovo

Il racconto fu composto nell'estate 1893 a Melichovo, la residenza di campagna amata dallo scrittore. Fu pubblicato sul numero 1 del 1894 (5 gennaio 1894) della rivista L'artista (in russo  Артист?, Artist), nelle pagine 1-16. Fu tradotto per la prima volta in lingua italiana da Ettore Lo Gatto nel 1920.
Il monaco nero è considerata un'opera autobiografica. L'eccitazione mentale che tormenta e contemporaneamente rende felice il protagonista è simile all'eccitazione mentale dell'autore, come pure la tubercolosi, che uccide il protagonista, è la stessa patologia di cui soffriva Čechov e che lo condurrà alla morte.

## Edizioni
- Anton Cecof, Il monaco nero ed altri racconti; traduzione dal russo di Erme Cadei, Collezione I russi, Milano: G. Morreale, 1925
- Anton Cehov, Il monaco nero e altri racconti; traduzione di E. Getzel, Collezione Scrittori italiani e stranieri 282, Lanciano: G. Carabba, stampa 1927
- Anton Cechov, Il monaco nero: racconti; versione integrale dal russo con note di Giovanni Faccioli, Collezione Il genio russo 44, Torino: Slavia, 1931
- Anton Čechov, Racconti; traduzione di Agostino Villa, Vol. II, Torino: Einaudi, 1950
Contiene: Il monaco nero, La steppa, Volodja, Crisi di nervi, Tifo, Racconto d'un avventuriero, L'onomastico, Contadini, Terrore, La scommessa, Il turco, Il violino di Rothscild, La disgrazia, Per affari d'ufficio, La principessa, La voglia di dormire, Il maestro, Brutti caratteri, Il padre, Tre anni, Volodja grande e Volodja piccolo, Anna al collo, Ai bagni turchi, Era lei!, Il padre di famiglia, Il ripetitore, La farmacista, I simulatori, Nelle tenebre, Il grasso e il magro, Esame per promozione di grado, Il ragazzo maligno, L'album, Marmocchi, La moglie, Omicidio.
- Anton Čechov, Tutti i racconti, Tomo 9: Il monaco nero; introduzione e traduzione di Alfredo Polledro, Collezione Biblioteca Universale Rizzoli 840-842, Milano: Rizzoli, 1955
- Anton Pavlovič Čechov, La steppa; Il monaco nero; La signora col cagnolino; traduzioni di Ettore Lo Gatto, Ercole Reggio, Marussia Shkirmantova, Collezione Poker 11, Milano: A. Vallardi, 1994, ISBN 88-11-91025-0
- Anton Cechov, Il monaco nero e altri racconti; traduzione di Bruno Osimo; introduzione di Igor Sibaldi, Collezione Oscar classici 352, Milano: A. Mondadori, 1996, ISBN 88-04-40736-0
- Anton Pavlovič Čechov, Il monaco nero; a cura e traduzione di Rosa Mauro, Collezione Classici, Firenze: Barbès, 2011, ISBN 978-88-6294-272-0
- Anton P. Čechov, I racconti della maturità (Contiene: Il monaco nero; Tre anni; La mia vita: racconto di un provinciale; Dell'amore; La signora col cagnolino; La fidanzata); a cura di Fausto Malcovati; traduzione di Emanuela Guercetti e Giampiero Piretto, Collezione Universale economica 2189, Milano: Feltrinelli, 2007, ISBN 978-88-07-82189-9.